# نیژنیایا آک‌بردا
نیژنیایا آک‌بردا (انگلیسی: Nizhnyaya Akberda) یک شهرک در شهرستان زیانچورینسکی استان باشقیرستان کشور روسیه است.